# Jasenje (Federacja Bośni i Hercegowiny)
Jasenje – wieś w Bośni i Hercegowinie, w Federacji Bośni i Hercegowiny, w kantonie tuzlańskim, w gminie Teočak. W 2013 roku liczyła 18 mieszkańców, z czego większość stanowili Boszniacy.